# Corredor Sur
El Corredor Sur es una autopista urbana operada por la Empresa Nacional de Autopista. La obra, construida y administrada por la empresa mexicana ICA, fue inaugurada en 2000. En el año 2012 la autopista pasó a administración estatal a la Empresa Nacional de Autopista. 
Esta autopista atraviesa la zona sur de la Ciudad de Panamá (borde costero) de este a oeste, desde el corregimiento de Tocumen hasta el corregimiento de San Francisco, teniendo aproximadamente 19 kilómetros de extensión. En conjunto con el Corredor Norte, comprenden un anillo periférico de autopistas que rodea la ciudad, permitiendo el acceso al centro de la ciudad desde las afueras.
La autopista cuenta actualmente con 1 método de pago: Por el moderno sistema de Panapass. El cobro de peajes se efectúa en casetas de cobro en diferentes entradas y/o salidas de la autopista y en dos casetas principales, una ubicada en Ciudad Radial en el corregimiento de Juan Díaz y la otra frente al Centro de Convenciones de Atlapa en el corregimiento de San Francisco.

## La Autopista
La autopista de 19 km de largo está trazada en 3 tramos distintos.

### Tramo Panamericana – Costa del Este
Este tramo, cuyo trazado es terrestre, corresponde al extremo este de la autopista. Inicia bajo la Avenida Domingo Díaz, donde en ese punto inicia/termina la Carretera Panamericana hacia el este de la provincia de Panamá y la provincia de Darién. Tiene una extensión aproximada de 12.8 kilómetros, atraviesa los corregimientos de Juan Díaz y Parque Lefevre,  y cuenta con 5 accesos: Don Bosco, Ciudad Radial (peaje principal) y Llano Bonito en Juan Díaz y Chanis y Costa del Este en Parque Lefevre, además del inicio de la autopista.
Esta sección de la autopista cuenta con cuatro carriles, dos por sentido, y su velocidad máxima es de 120 km/h.

### Tramo Costa del Este – Atlapa
Esta es la sección central de la autopista, la cual se extiende mediante un viaducto marino que cruza parte de la Bahía de Panamá. Sus 2.7 kilómetros de recorrido inician en el acceso de Costa del Este, al este, y finalizan en el acceso de Vía Israel, al oeste, a casi 500 metros de la caseta de cobro del Centro de Convenciones Atlapa, en el corregimiento de San Francisco. No cuenta con accesos directos, por lo que esto lo convierte en el tramo más expedito de la autopista. 
Comúnmente llamado “tramo marino”, cuenta con 6 carriles, tres por sentido, y su velocidad máxima llega a los 90 km/h.

### Tramo Atlapa – Paitilla

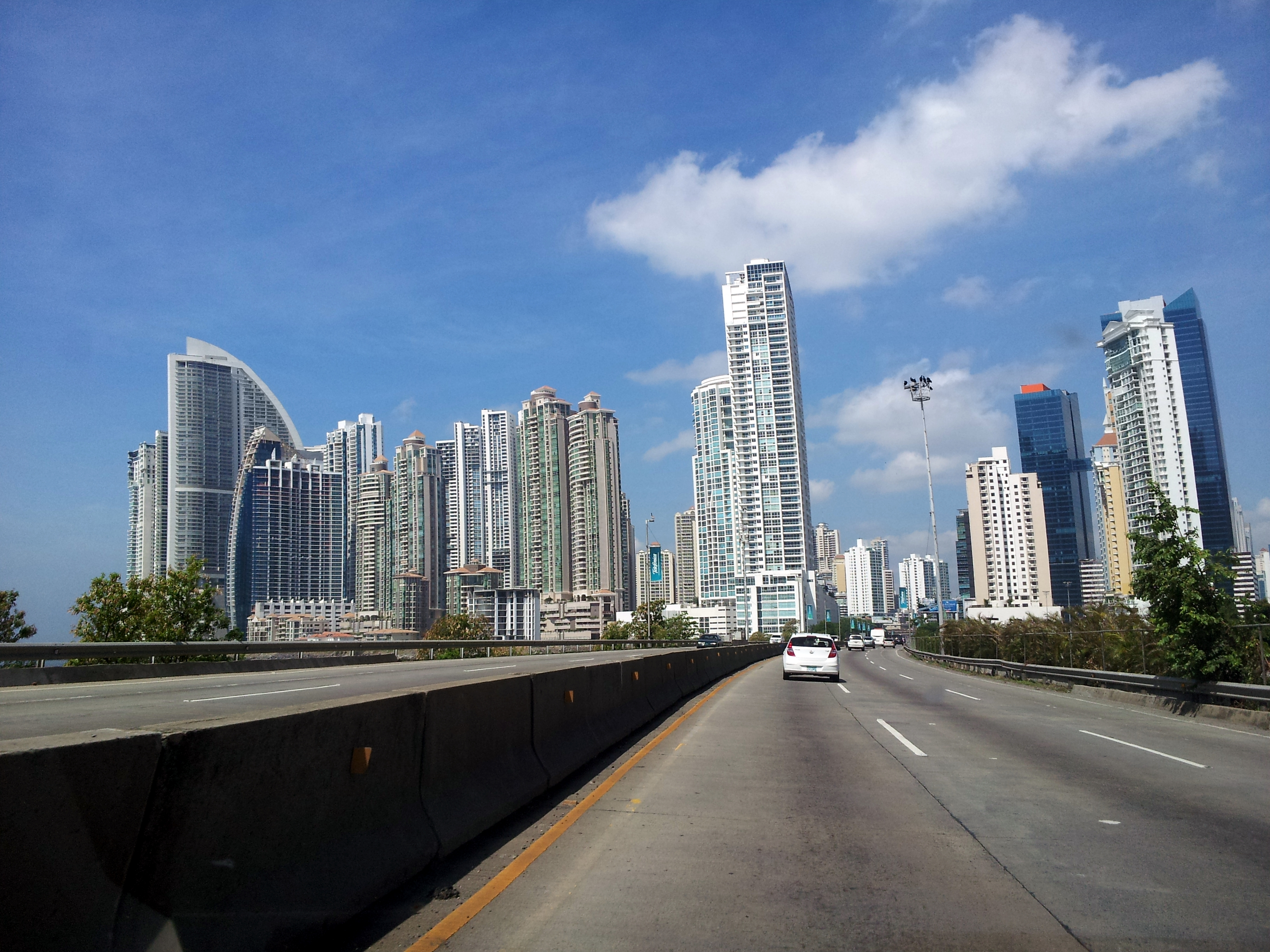
Tramo Atlapa - Paitilla en orientación a Paitilla, destacando el skyline del área

Este último tramo se construyó sobre un relleno marino y corresponde al extremo oeste de la vía rápida. Cuenta con 3.5 kilómetros de recorrido que inician luego del peaje de la Vía Israel, al este, y finalizan en el viaducto de Paitilla al oeste. En este punto inicia la Avenida Balboa. Posee dos accesos directos: Atlapa-Vía Israel (peaje principal) y Punta Pacífica, ambos en San Francisco
Con 6 carriles, 3 por sentido, la velocidad máxima no supera los 90 km/h.

## Imágenes

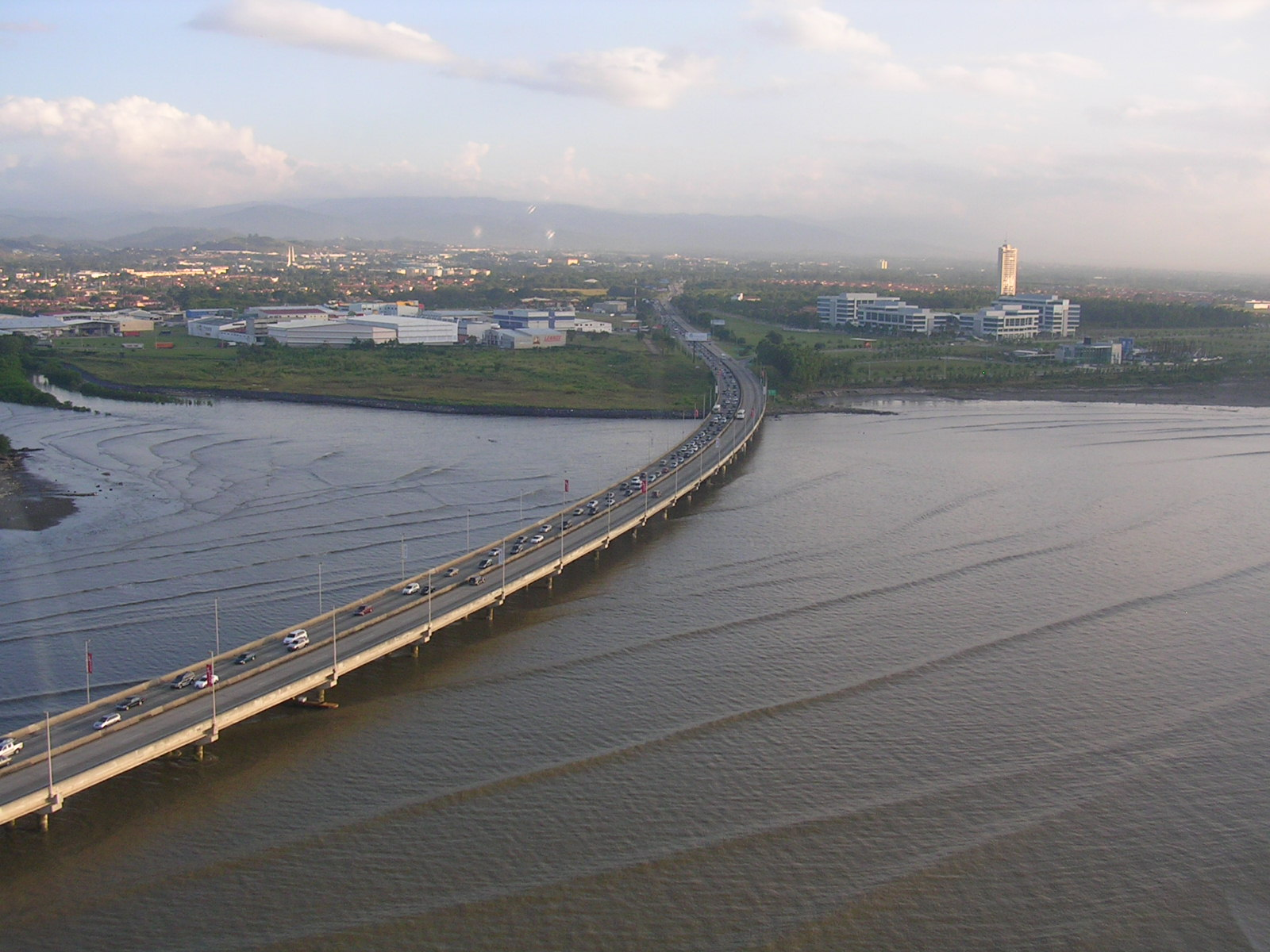
vista aérea del corredor sur sobre la Bahía de Panamá.
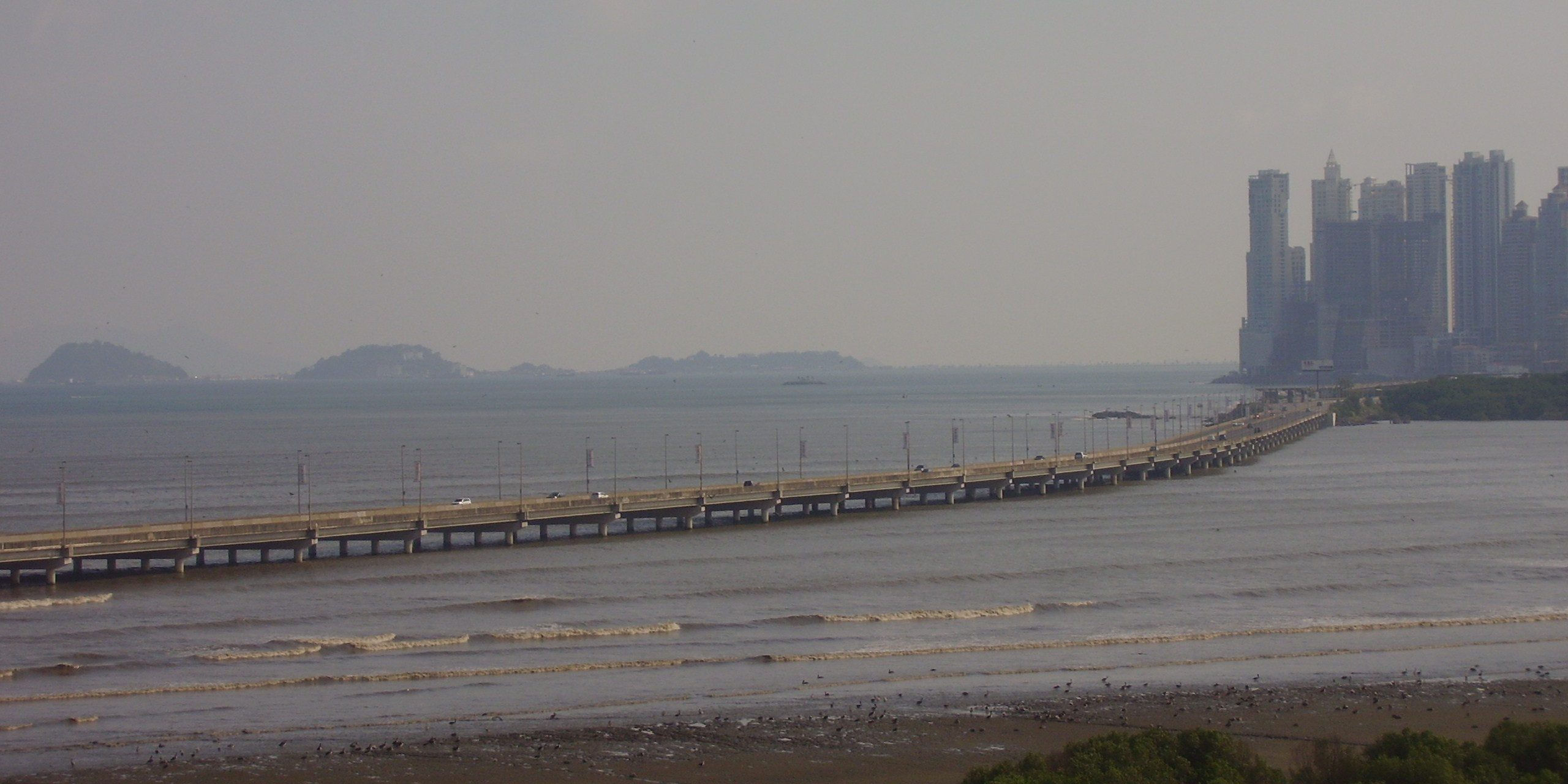
Vista del Corredor Sur desde la Torre de Panamá Viejo.

### Calles y avenidas
- Avenida Balboa
- Avenida Central
- Calle 50
- Cinta Costera
- Corredor Norte
- Vía España
- Vía Ricardo J. Alfaro
- Carretera Panamericana
- Vía Tocumen-Aeropuerto
- Vía Israel

### Localidades
- Costa del Este
- Parque Lefevre

### Edificios
- Rascacielos de la ciudad de Panamá